# Recyklace skla

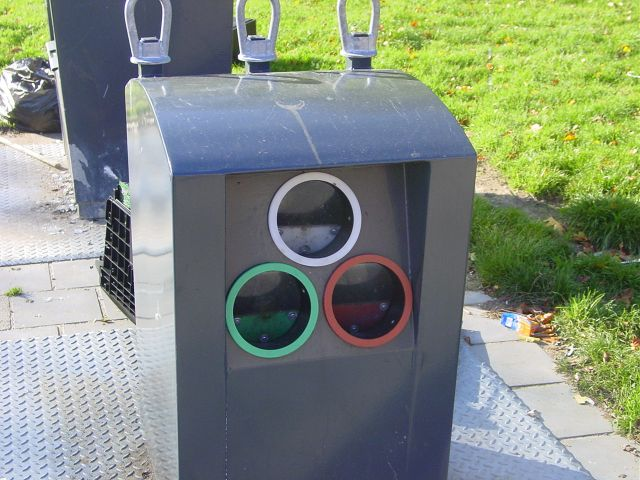
Sběrný kontejner s otvory na separaci skla podle barvy

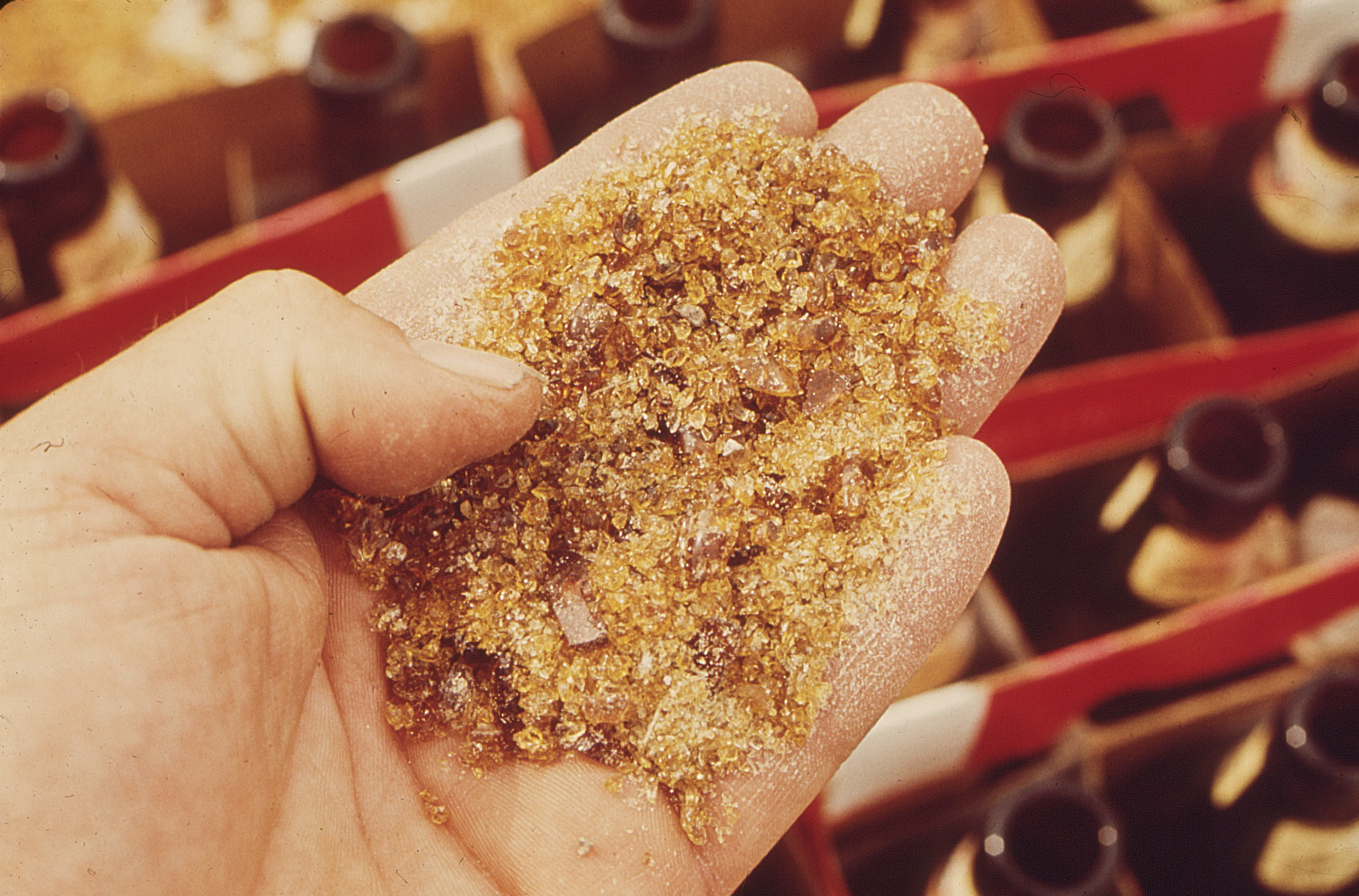
Skelná drť vytvořená z lahví amerických piv (červen 1972)

Recyklace skla je specializovaný technologický proces, kterým se již (nejméně jednou) vyrobené a použité sklo vrací zpět do výroby skla nebo do výroby jiných materiálů vyrobitelných ze skla. Sklo je významná druhotná surovina, která je velmi dobře recyklovatelná a mnohonásobně zpětně použitelná. Procesu recyklace skla musí vždy předcházet
vhodný systém separace a sběru použitého skla, které může procházet jak z domácností tak i z průmyslové výroby či jiné lidské činnosti (kupříkladu stavebnictví, doprava).

## Separace skla a odvoz skla z domácností

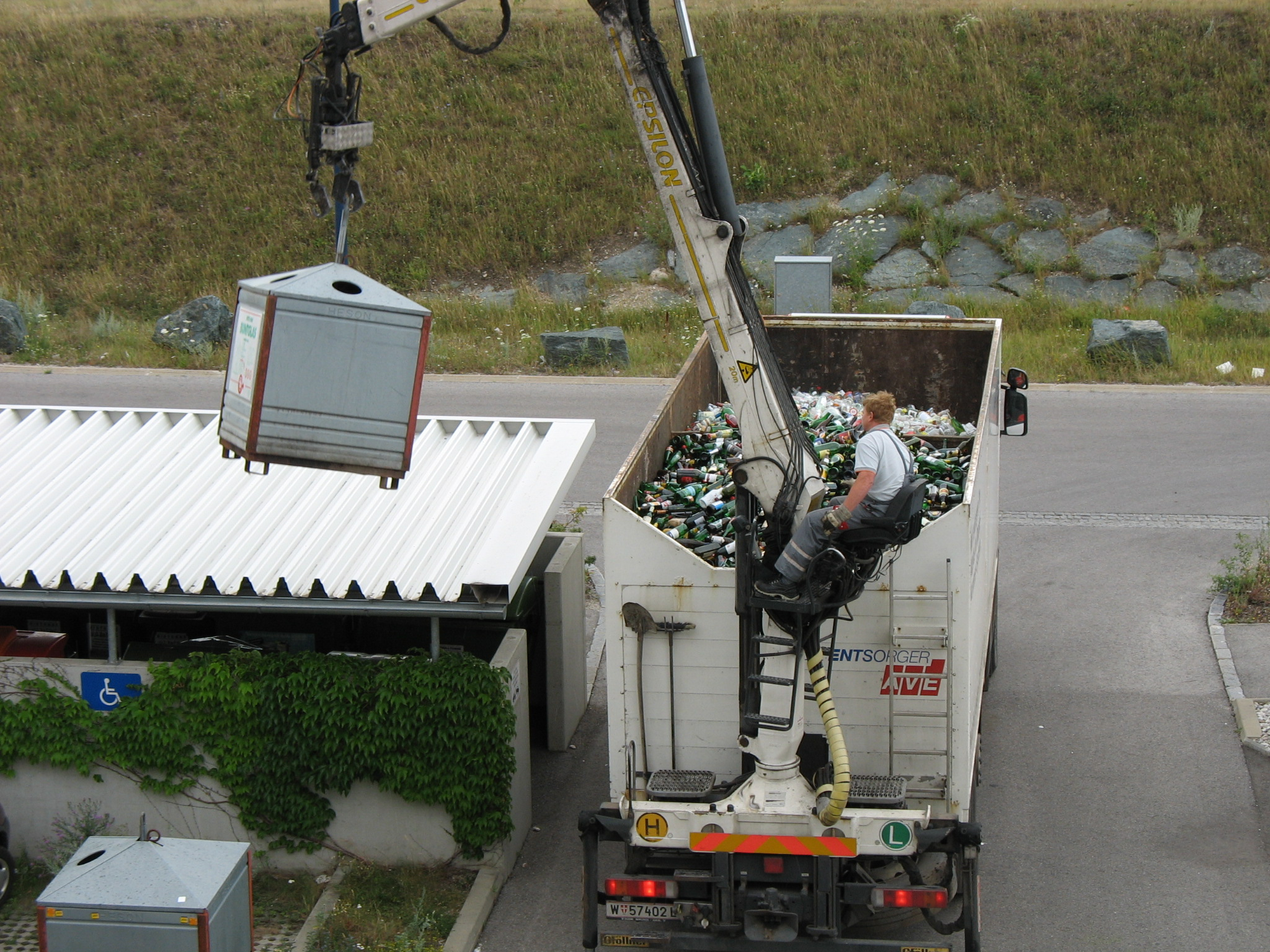
Nákladní automobil vyprazdňující kontejner na sklo v Evropě

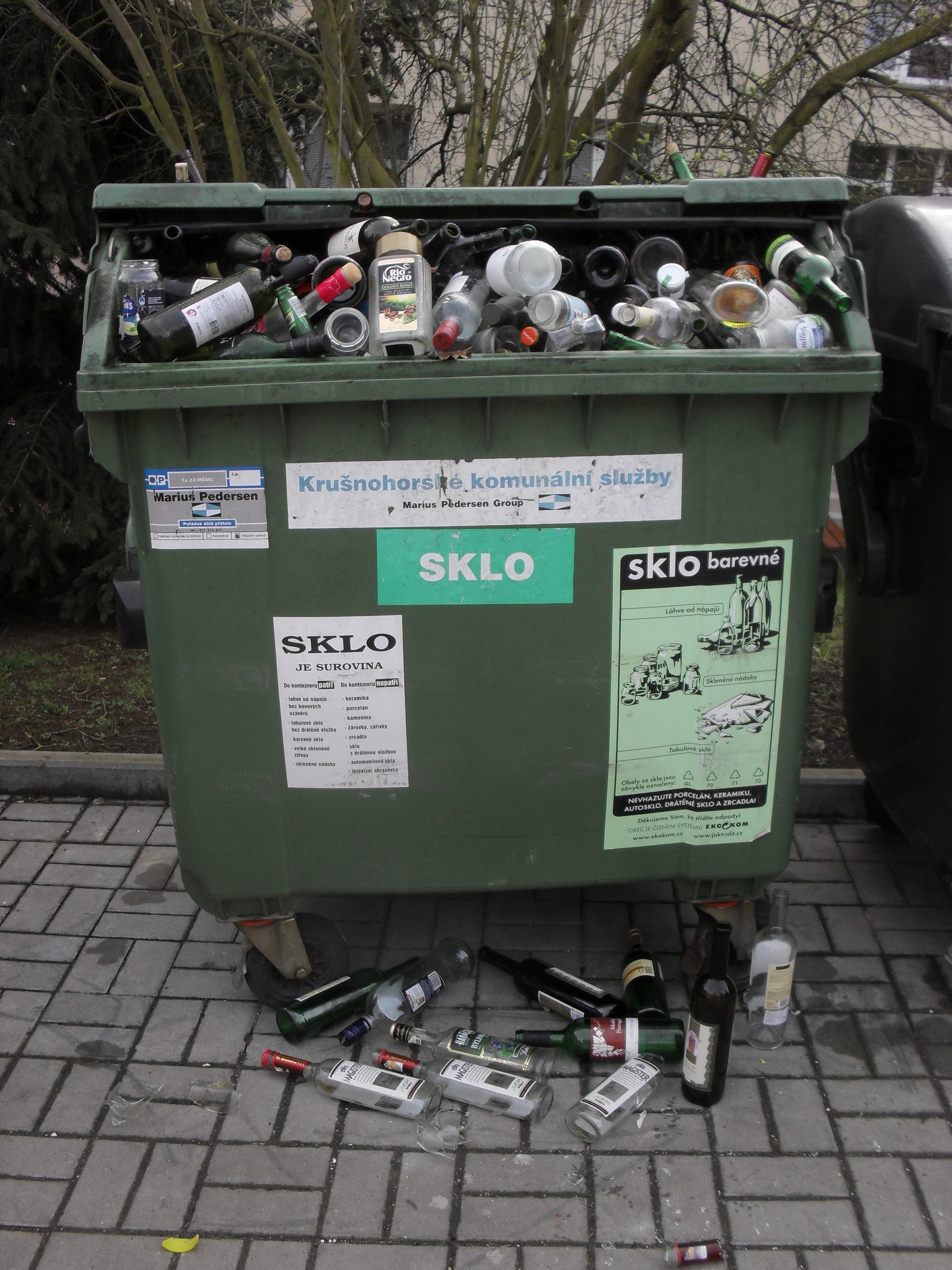
Přeplněný český kontejner na tříděné sklo

Separace skla pocházejících z domácností se v České republice provádí pomocí sběrných kontejnerů určených pro separovaný sběr druhotných surovin, ke sběru barevného skla slouží vždy zeleně označené kontejnery obvykle opatřené nápisem "barevné sklo", pro sběr čirého bílého skla bílé kontejnery opatřené nápisem "bílé sklo" (nejsou-li bílé kontejnery k dispozici, pak se bílé sklo odkládá do zelených kontejnerů na barevné sklo, barevné třídění skla se může provádět až během samotné recyklace materiálu v recyklačním provozu). Specializované svozové firmy pak kontejnery pravidelně vyprazdňují, materiál odvážejí do meziskladů, odkud pak po hrubém předčištění putuje autem nebo vlakem do specializovaných separačních provozů (podniků) k vlastní recyklaci.

## Přímá recyklace ve výrobě
Střepy a odpad vzniklý přímo při výrobě skla a skleněných výrobků ve sklárnách se obvykle zpracovává přímo ve výrobně skla, tedy ve sklárně, tato recyklace se tak provádí již při výrobě. Pokud se při výstupní kontrole ve výrobně skla a sklářských výrobků zjistí jakýkoliv kaz, vada či odchylka od požadovaných parametrů, skleněný výrobek se ihned vyřazuje do odpadu a stává se tak druhotnou surovinou určenou pro další výrobu skla.

## Recyklace mimo výrobu

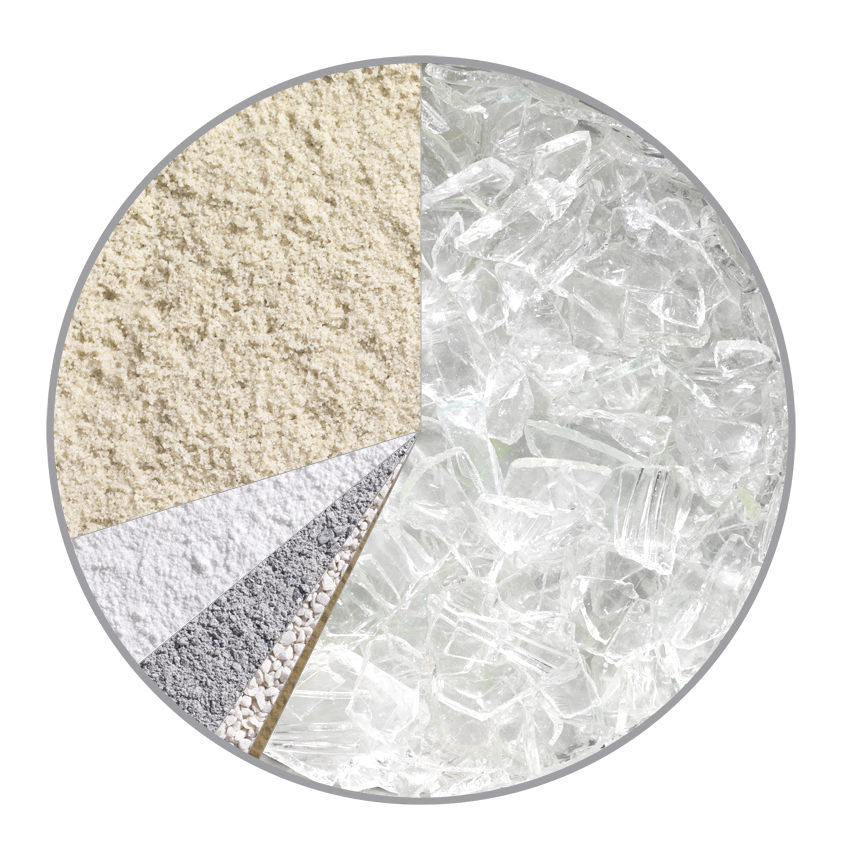
Při výrobě lahví používají sklárny průměrně 60 procent starého skla

Vlastní základní recyklace skla mimo sklářskou výrobu se provádí vždy ve specializovaných recyklačních linkách ve zvláštních recyklačních provozech. Zde se recyklované sklo postupně zbavuje všech nečistot, nevhodných příměsí i veškerého nežádoucího materiálu (například keramika, porcelán, kamenina, dřevo, papír, korek, plasty, kovové uzávěry a fólie, zbytky potravin a nápojů apod.). Velké a hrubé nečistoty se vytřiďují zprvu nejprve ručně tak aby nepoškodily nebo neucpaly recyklační stroje. Poté jsou nečistoty a nežádoucí příměsi postupně oddělovány strojně a to jak mechanicky (například mnohonásobným odsáváním či vyfukováním lehkých materiálů) i opticky (separační stroje – separátory – zde pracují obvykle na principu: co se nedá prosvítit není považováno za sklo).
Čištěné sklo se zde zároveň postupně drtí na malé kousky (střepy a střípky), které se posléze třídí různými mechanickými a optickými metodami (strojními a optickými separátory) na jednotlivé frakce podle velikosti, případně se pomocí speciálních optických laserových separátorů roztřídí i podle barvy na bílé sklo – čiré, zelené sklo a hnědé sklo. Jednotlivé frakce se pak uskladňují v zásobnících, odkud se pak podle potřeby distribuují zpět do výroby skla nebo skleněných materiálů.

## Speciální recyklace
Speciální recyklační linky pak zpracovávají autoskla, vrstvená lepená skla (například bezpečnostní skla opatřená bezpečnostní fólií/fóliemi), speciálně barevně tónovaná skla apod. Takto získané sklo putuje buďto přímo do skláren nebo je odváženo do běžných recyklačních linek (zde záleží na více faktorech).

## Hlavní výhody

### Při výrobě skla
- úspora primárních surovin, zejména pak křemičitého písku (sklářského písku)
- úspora výrobních energií – přibližně 1 % střepů snižuje spotřebu energie při tavení skloviny asi 0,25 % na tunu (tedy 10 kilogramů střepů na 1 tunu)
- výrazně snížená produkce oxidu uhličitého (nižší emisní faktor), neboť přibližně 22 % jeho produkce pochází ze vstupní suroviny[zdroj?]

### Při výrobě jiných materiálů
- výroba skelné moučky
  - výroba pěnového skla
  - výroba speciálních abraziv (brusných materiálů)
- výroba skleněných vláken

## Rozdělení skleněného odpadu

### Průmyslový odpad

#### Odpad při výrobě skla a skleněných výrobků
- odpad z výroby skleněných vláken
- odpad z výroby užitkového skla (sodnodraselné sklo i olovnaté sklo)
- odpad z výroby borosilikátového skla
- odpad z výroby bižuterie

#### Mimoprůmyslový odpad
- použité skleněné obaly (zejména láhve, sklenice, flakóny na kosmetiku, lahvičky na léky apod.)
- ploché tabulové sklo z domácností (například průhledné výplně dveří, nábytkové sklo, rozbitá okna apod.)
- autovraky (automobily vyřazené z provozu likvidují zpravidla specializované likvidační firmy, případně autorizované autoservisy)
- stavební a demoliční činnost (zde jde zejména ploché tabulové sklo, skleněné tvarovky: zejména luxfery a skleněné střešní tašky – sklo je nutno z demoliční suti vhodným způsobem vytřídit – vyseparovat)
- běžný komunální odpad (sklo je nutno z odpadu vhodným vytřídit – vyseparovat, v převážné míře se zde jedná o obalové nebo ploché sklo)

#### Obtížně recyklovatelný nebo nerecyklovatelný materiál
- vyřazená spotřební elektronika a osvětlovací technika (počítačové monitory, obrazovky klasických televizorů, speciální elektrické přístroje, zářivky, výbojky, žárovky)
- sklo použité na výrobu zrcadel
- drátosklo